# Салимов, Сабах Мухамадеевич
Сабах Мухамадеевич Салимов (15 марта 1930 — 22 декабря 1997) — оператор Уфимского нефтеперерабатывающего завода, Герой Социалистического Труда.

## Биография
Сабах Мухамадиевич Салимов родился 15 марта 1930 г. в д. Тугай Буздякского района БАССР.
Образование — неполное среднее.
Трудовую деятельность начал в 1943 г. в колхозе «Крестьянин» Буздякского района. В 1950-1953 гг. проходил службу в рядах Советской Армии. После демобилизации работал машинистом Ново-Уфимского нефтеперерабатывающего завода, с 1957 г. - машинистом, с 1958 г. - оператором Уфимского нефтеперерабатывающего завода имени XXII съезда КПСС.
Осваил технологию переработки нефтепродуктов и стал первоклассным специалистом. На блоке электрообессоливающих и обезвоживающих установок (ЭЛОУ), где трудился С. М. Салимов, вдвое были перекрыты проектные мощности, подготовка нефти велась с отличным качеством. Коллектив досрочно завершил девятую пятилетку (1971-1975) по всем технико-экономическим показателям.
За большие заслуги в досрочном выполнении заданий девятой пятилетки и принятых социалистических обязательств Указом Президиума Верховного Совета СССР от 16 июня 1975 г. С. М. Салимову присвоено звание Героя Социалистического Труда.
Перед уходом на пенсию в 1996 г. работал оператором, слесарем по ремонту и обслуживанию технических установок Уфимского нефтеперерабатывающего завода имени XXII съезда КПСС.
Салимов Сабах Мухамадеевич умер 22 декабря 1997 года.

## Награды
- Герой Социалистического Труда (1975)
- Награждён орденами Ленина (1975), Трудового Красного Знамени (1971), медалями.